# Balkánské tažení
Balkánské tažení je souhrnný název pro boje na Balkáně za druhé světové války. Lze je rozčlenit na několik fází. Boje začaly italskou invazí do Řecka 28. října 1940. V prvních měsících roku 1941 se italská ofenzíva zastavila a řecký protiútok postoupil do Albánie. Německo se snažilo pomoci Itálii rozmístěním vojsk v Rumunsku a Bulharsku a útokem na Řecko z východu. Britové mezitím přistáli s vojáky a letadly, aby řeckou obranu podpořili. Státní převrat v Jugoslávii 27. března způsobil, že Adolf Hitler nařídil dobytí této země.
Německá a italská Invaze do Jugoslávie začala 6. dubna, současně s novou bitvou o Řecko se 11. dubna se k invazi připojilo Maďarsko. Do 17. dubna podepsala Jugoslávie příměří a do 30. dubna bylo celé pevninské Řecko pod německou nebo italskou kontrolou. Dne 20. května Německo napadlo letecky Krétu a do 1. června se všechny zbývající řecké a britské síly na ostrově vzdaly. Přestože se Bulharsko neúčastnilo dubnových útoků, krátce nato po zbytek války na Balkáně okupovalo části Jugoslávie a Řecka.

## Italsko-řecká válka
První byla čistě italsko-řecká válka (28. října 1940 – 6. dubna 1941), kdy Itálie napadla Řecko, utrpěla porážku a byla vytlačena i z části Albánie.

## Obsazení Jugoslávie

Mapa rozdělení okupované Jugoslávie

Invaze do Jugoslávie byla zahájena 6. dubna 1941 a skončila bezpodmínečnou kapitulací Jugoslávské královské armády 17. dubna. Okupované území Jugoslávského království bylo rozděleno na Nezávislý stát Chorvatsko ovládaný ustašovskými fašisty, loutkový srbský stát pod německou okupací a italský protektorát v Černé Hoře. Některá území Německo, Itálie, Maďarsko a Bulharsko připojily přímo ke svému území.

## Invaze do Řecka

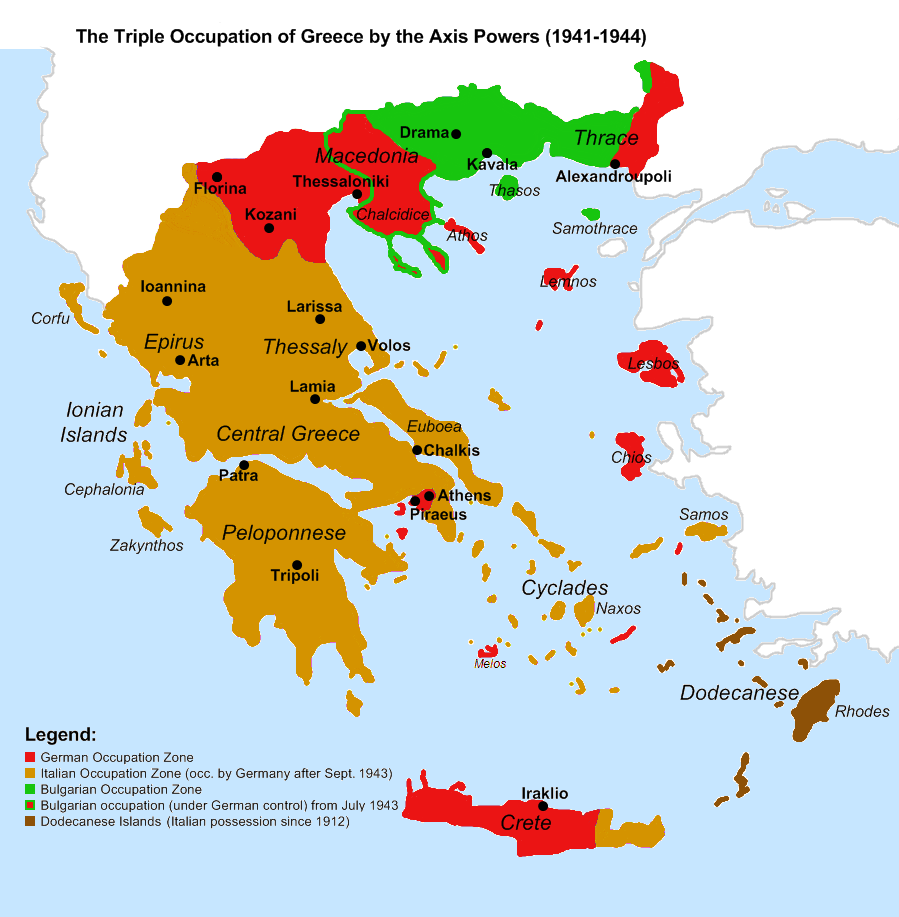
Mapa okupovaného Řecka, hnědě Italská okupační zóna (od r. 1943 pod Německou kontrolou), červeně Německá a zeleně Bulharská

Hitler plánoval invazi do Řecka na listopad 1940, operace však musela být urychlena kvůli vyloděním britských jednotek v Řecku. Hlavním cílem operace bylo zamezit Britům ve vytvoření leteckých základen, které by mohly být použity pro bombardování rumunských ropných polí. 6. dubna 1941 zaútočil Wehrmacht na severní území Řecka. Řecká armáda a britské jednotky byly špatně vyzbrojené a přečíslené. Odpor v pevninské části Řecka se zhroutil s pádem Atén 27. dubna. Britům se podařilo evakuovat 50 000 vojáků.
Obsazení Řecka vyvrcholilo německou invazí na Krétu, největší výsadkovou operací v dějinách německé armády.

## Důsledky
1. června 1941 bylo veškeré území Albánie, Jugoslávie a Řecka pod kontrolou Osy. Řecké území bylo okupováno Itálií, Německem a Bulharskem. Němci tak získali volný přístup do Středomoří. Spojenecké velení děsila možnost německé invaze do britského Egypta.

### Odboj
Partyzánský odboj v Albánii, Jugoslávii a Řecku vázal po celou dobu války značné síly Německa a jeho spojenců a to včetně elitních jednotek (např. Gebirgsjäger), které se místo nasazení na frontě účastnili protipartyzánských operací. Po kapitulaci Itálie (8. září 1943), nastal přerod partyzánských sil, zejména jugoslávských Titových jednotek, v regulérní armády a jejich následný standardní boj proti německým a bulharským jednotkám.

### Konec války
Závěrečná fáze začala v roce 1944, kdy se do akcí zapojily britské síly v Řecku a Rudá armáda v Jugoslávii a Bulharsku. Albánii a Řecko Němci vyklidili v roce 1944. Jugoslávie byla plně osvobozena až v roce 1945. V Albánii a Jugoslávii se moci chopili bývalí komunističtí partyzáni. V Řecku se rozhořela občanská válka mezi komunisty a prozápadně orientovanými monarchisty, která skončila v roce 1949 vítězstvím monarchistů.

## Galerie

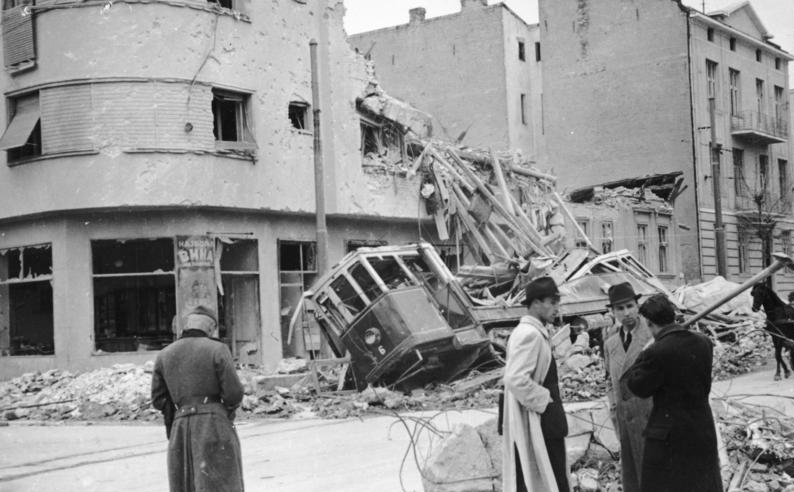
Škody v Bělehradě
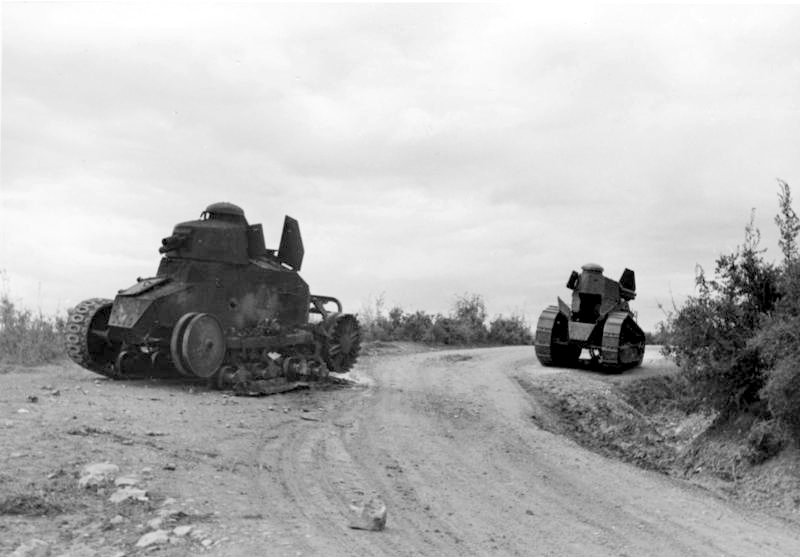
Jugoslávské tanky vyřazené z boje
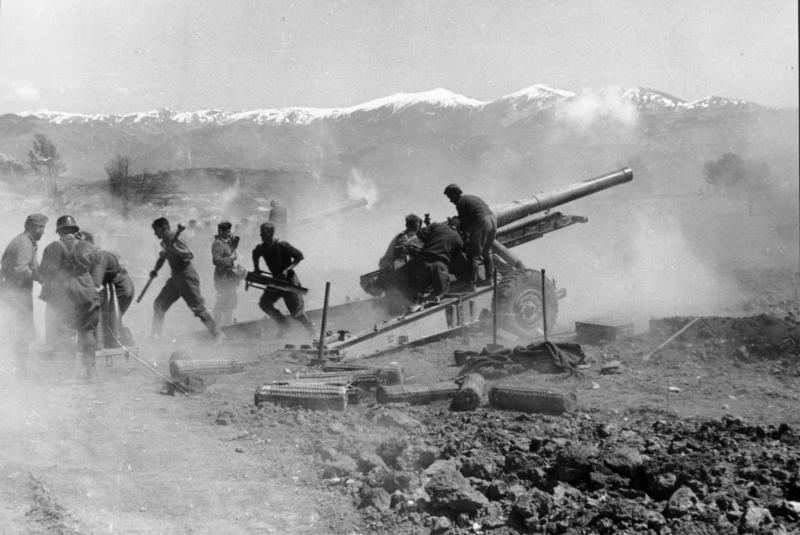
Německá artilerie v akci s českou 15cm těžkou polní houfnicí 37(t) / sFH 37(t)
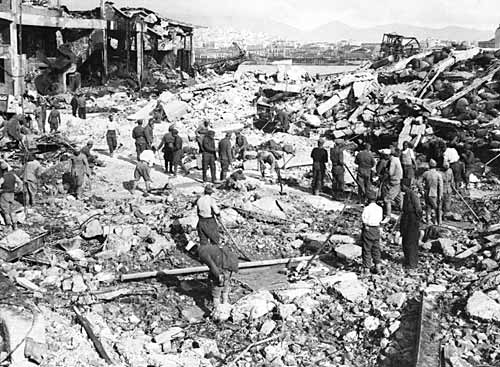
Škody na řeckém území
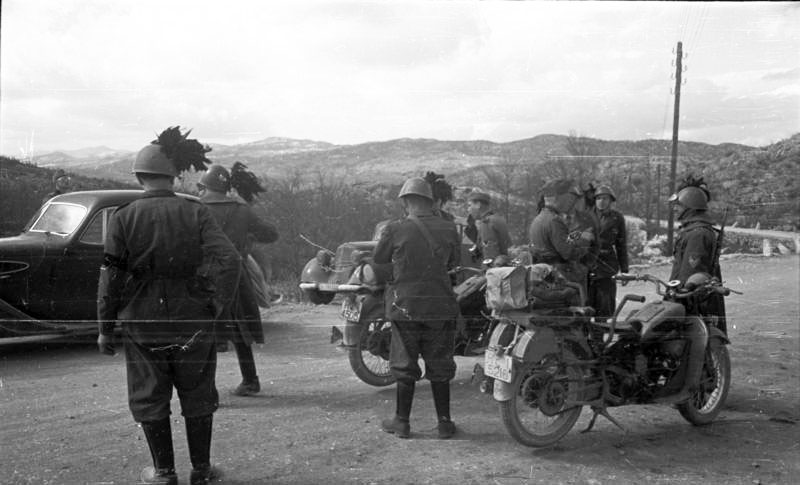
Italské okupační síly
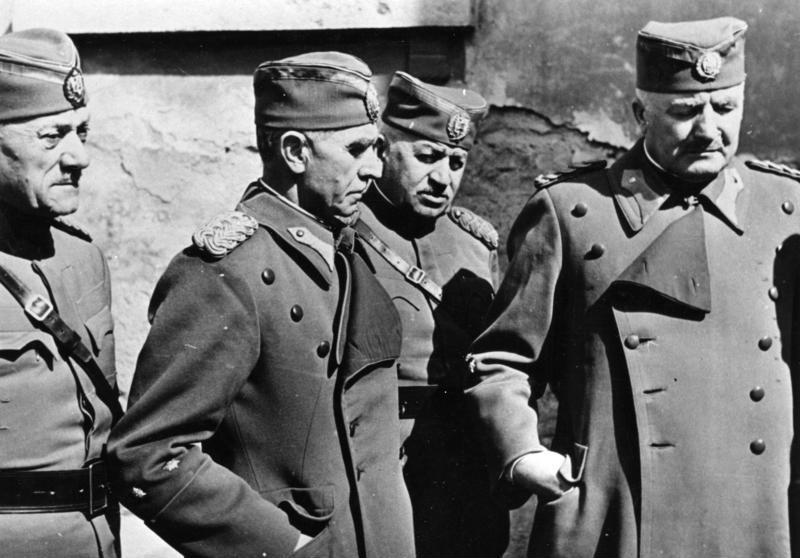
Zajatí jugoslávští (konkrétně srbští) důstojníci
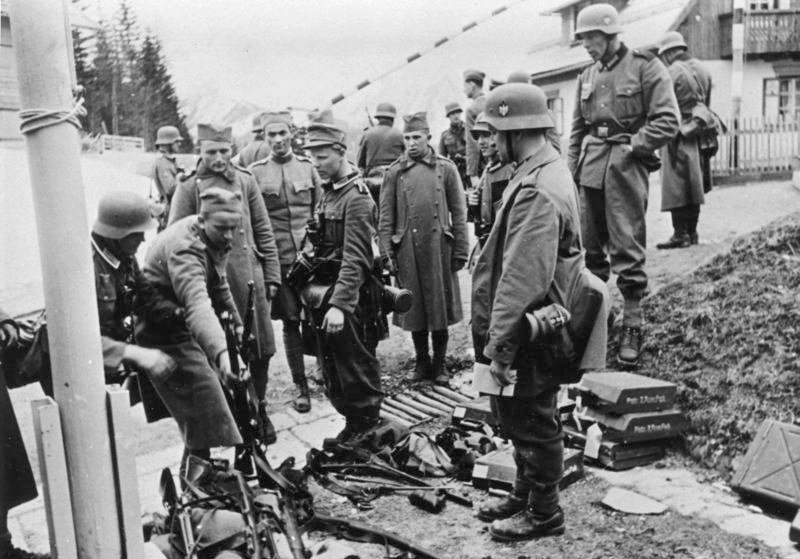
Poražená Jugoslávská armáda skládá zbraně